# Zan Mokran
Zan Mokran (* 1967 in Osijek) ist ein deutscher Schriftsteller und in seiner Freizeit auch Musiker, der seit 1990 in Frankfurt am Main lebt. Von 1970 bis 1990 lebte er im saarländischen Besch. Von 1974 bis 1978 besuchte er dort auch die Grundschule. Er hat mehrere Kinderbücher veröffentlicht. Sein schriftstellerisches Interesse gilt sowohl der Kinderliteratur als auch der Poesie und dem Theater.

## Werke als Schriftsteller

### Kinderbücher
Mokran hat mehrere Kinderbücher veröffentlicht, die teilweise von Künstlern wie W. P. Max Küttner, Madeleine Adrian-Mohr oder Uschi Heusel illustriert wurden. Seine Werke wurden unter anderem im Baumhaus-Verlag und Verlag Ritschel veröffentlicht.
- Abenteuer mit der kleinen Krake Armando (Illustration: W.P. Max Küttner). ISBN 978-3-909480-03-6.
- Karo und Kasimir  (Illustration: W.P. Max Küttner), Ein Weltraumabenteuer. ISBN 978-3-931929-05-3.
- Kokosch der Wetterhahn (Illustration: Madeleine Adrian-Mohr). ISBN 978-3-931929-04-6.
- Das kleine Schweinchen Julian (Illustration: Uschi Heusel). ISBN 978-3-931929-08-4.
- Prinz Luftikus (Illustration: Madeleine Adrian-Mohr). ISBN 978-3-931929-07-7.

### Andere Bücher
- Der kleine Vogel Piep (Illustration: Jessika Kaiser), Märchen, BoD, ISBN 978-3-8311-3036-8.
- Honig im Schuh, Lyrik, BoD, ISBN 978-3-7568-2014-6.
- Circles - Ein Bühnenstück über die Wahrheit und das Leben, Theaterstück, BoD, ISBN 978-3-7568-1597-5.
- Mirrors, Ein bürgerliches Trauerspiel in zwei Akten, BoD, ISBN 978-3-7583-5081-8.
- Der lustige Postbote, ein komödiantisches Durcheinander in zwei Akten, Theaterstück, BoD, ISBN 978-3-7578-8283-9.
- Die Hochzeit im Kaufmannsladen, eine fröhliche Brautschau in zwei Akten, Theaterstück, BoD, ISBN 978-3-7597-0771-0.
- Notizen für ein anderes Leben –Band 01–: Aphorismen, BoD, ISBN 978-3-7578-8272-3.
- Notizen für ein anderes Leben -Band 02 -, Aphorismen, BoD, ISBN 978-3-7597-0780-2.
- Notizen für ein anderes Leben -Band 03 -, Aphorismen, BoD, ISBN 978-3-7583-5095-5.
- Mokran´s Fibel- Chat GPT und GPT -Band 1, Grundlagen und Einstieg, BoD, ISBN 978-3-7597-9954-8.
- Mokran´s Fibel- Chat GPT und GPT -Band 2, Beruf und Fortgeschrittene, BoD, ISBN 978-3-7693-7927-3.

### Literarischer Beitrag
2020 beteiligte sich Mokran mit zwei Beiträgen (Kurzgeschichte „Das zerrissene Band“, Märchen „Der Krieger und der Schmetterling“) an der Anthologie „Gesichter der Gewalt“ (Belletris Verlag, ISBN 978-3-940808-20-2) für den Verein Weißer Ring, die sich literarisch mit dem Thema Gewalt auseinandersetzt.

## Musik
Seit seiner Kindheit macht er Musik. Erst Blockflöte und Mundharmonika, ab 1980 (bis 1985) auch Posaune im Musikverein Besch. Ab 1982 Gitarre in der Band "Die Hydranten", dann ab 1983/84 E-Bass in der Schulband "Slush" (Gymnasium Konz) sowie in der schuleigenen Jazz AG in der Bigband (1986 Live-Auftritt in Baden-Baden als musikalischer Beitrag der Schule bei den Sechs Siebengescheiten, mit Ingrid Peters und Peter Petrel), parallel dazu auch in der saarländischen Band "Octopuss" (1985 bis 1988), von 1988 bis 1990 dann bei "Pegasus". Nach dem Umzug nach Frankfurt am Main spielte er bei "Deep Throat" (1990 bis 1986), aus denen "Good Luck Mister Gorski" (1996 bis 2023) hervorging.
Von 1998 bis 2000 war er im Zuge der Veröffentlichung der Kinderbücher auch im Kinderunterhaltungsprojekt "MAuZ" (Musikalische Autoren und Zeichner) aktiv. Zu den Bandmitgliedern gehörten der Zeichner und Schlagzeuger Max Küttner (mit dem er auch zwei Kinderbücher veröffentlicht hat) und der Autor und Gitarrist Ulrich Faure.